# Xibei
Xibei San Ma (in Cinese: 马家军), era il nome di uno stato del Governo nazionalista. Corrispondente alle province del Xinjiang, Gansu, Ningxia e Shaanxi, governata dalla famiglia Ma.